# Clásico de colonias
El Clásico de colonias es una rivalidad tradicional que corresponde a cualquiera de los partidos de fútbol disputados entre los clubes deportivos chilenos Audax Italiano, Unión Española y Palestino; aquellas escuadras representan a las colonias italiana, española y palestina respectivamente, todas ellas asentadas numerosamente en Chile.
|                |  |                |  |           |
| Audax Italiano |  | Unión Española |  | Palestino |

## Estadios

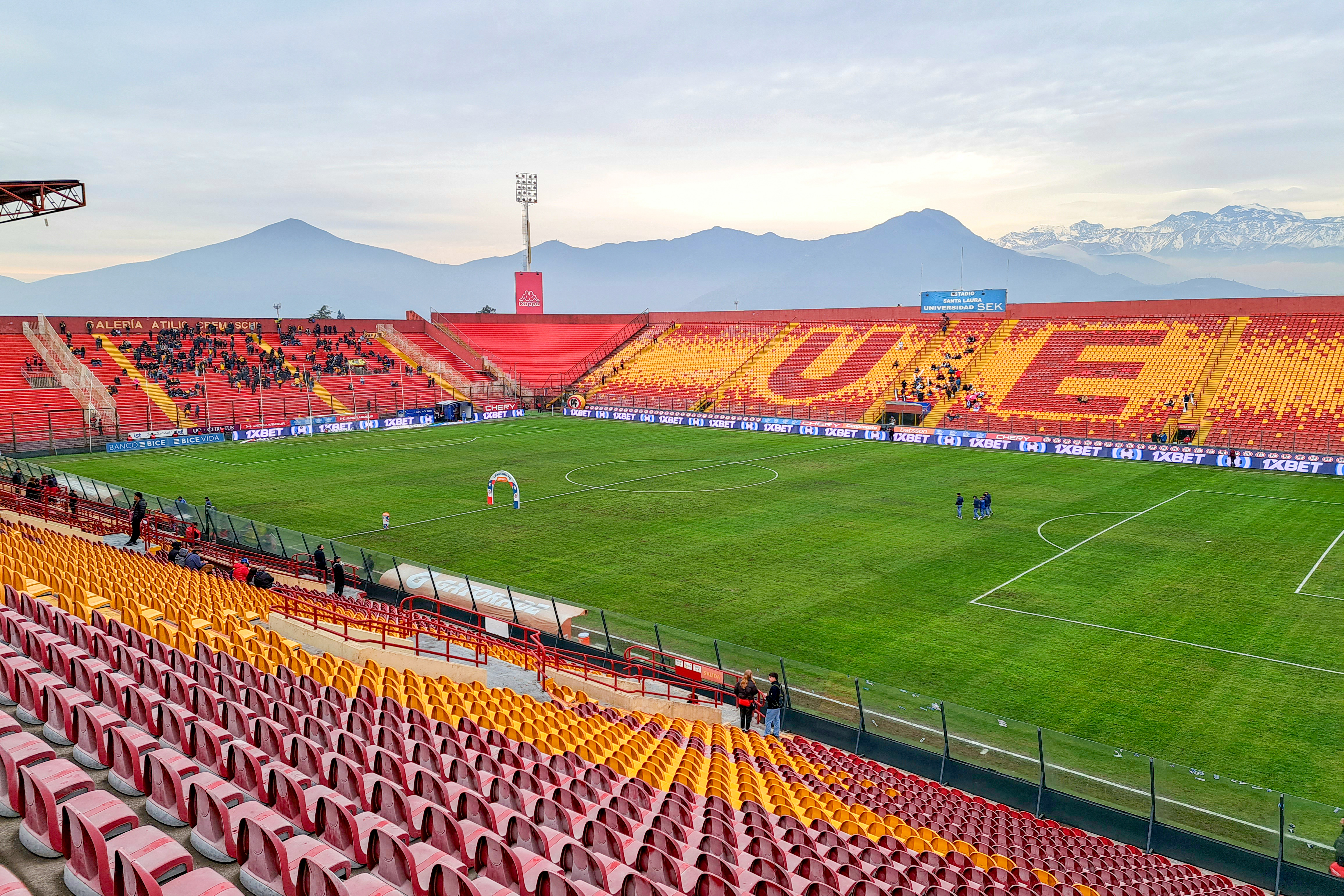
El Estadio Santa Laura.

Según algunos profesionales relacionados con el diseño y explotación de esta clase de obras, un estadio propio genera una repercusión social, económica, arquitectónica, cultural, y es un testimonio tanto de la evolución como del desempeño de un club deportivo. Inaugurado el 10 de mayo de 1923, el Estadio Santa Laura es la sede de Unión Española para sus encuentros como anfitrión. En dicho reducto, ha disputado partidos válidos por Copa Libertadores y Copa Sudamericana. Posee una capacidad de 19 887 espectadores. 
En cuanto a Audax Italiano y Club Deportivo Palestino, no cuentan en la actualidad con recintos propios, oficiando de local en el Bicentenario de La Florida y Municipal de La Cisterna, respectivamente.

## Audax Italiano contra Unión Española
De los partidos denominados como clásico de colonias, es el partido entre el Audax Italiano y Unión Española el con mayor tradición, siendo uno de los clásicos históricos del fútbol chileno. El origen de la rivalidad entre hispanos e itálicos se encuentra en que ambas instituciones son representantes de dos de las colonias extranjeras más numerosas en el país, además de las buenas presentaciones de ambos equipos en los años 1920 —cuando se comenzó a gestar la rivalidad—, lo que hacía que una gran cantidad de espectadores fueran a presenciar este encuentro que no pocas veces, en especial durante los años 1930, terminaban en enfrentamientos que involucraban a los forofos de ambas escuadras.

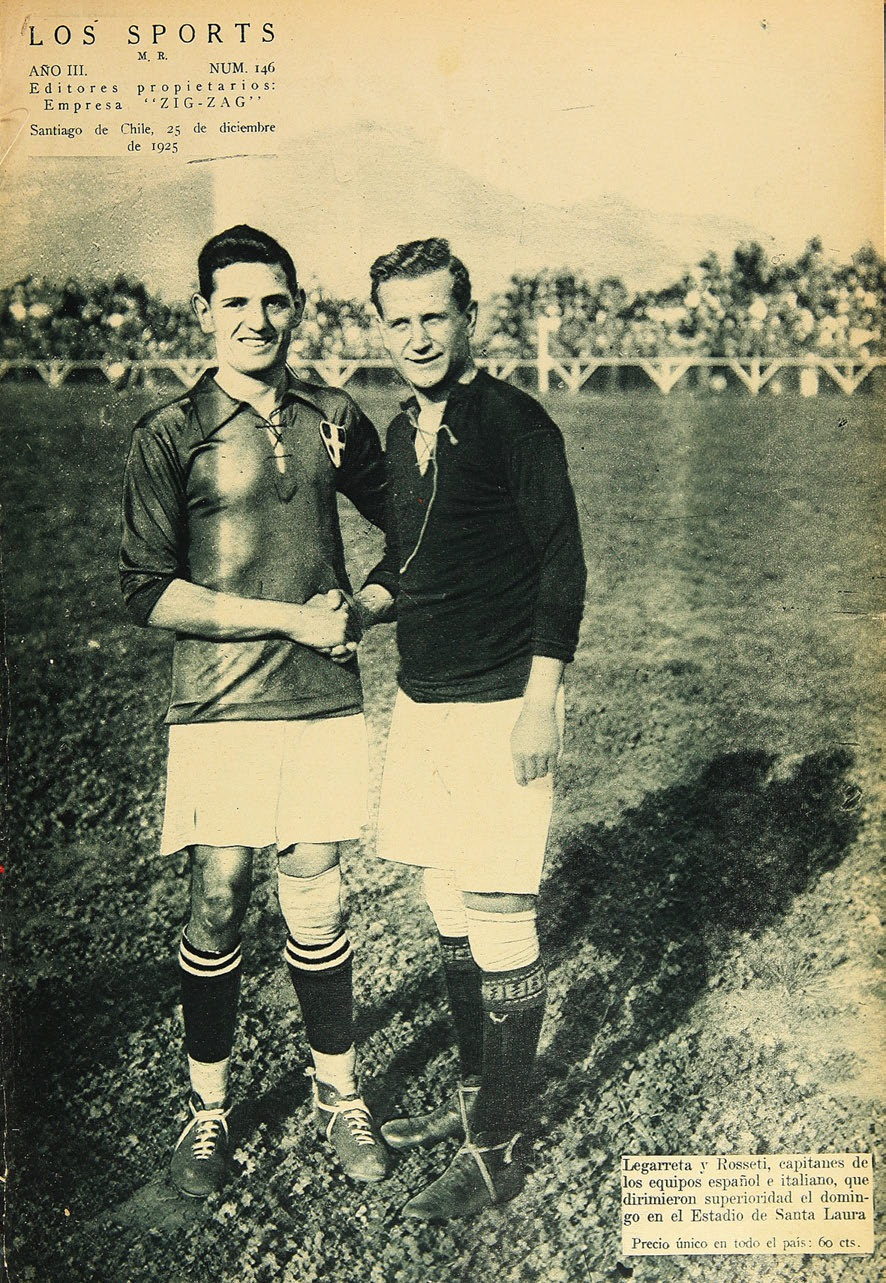
José Rosetti y Juan Legarreta, capitanes de Audax Italiano y Unión Española respectivamente en 1925.

El primer cotejo histórico disputado por ambos clubes se realizó en abril de 1922, entre el entonces Club Ibérico Balompié y el Audax Club Sportivo Italiano. El partido finalizó empatado 0:0. El 10 de mayo de 1923, ambos clubes se enfrentaron en un partido amistoso en el contexto de la inauguración oficial del estadio Santa Laura, donde disputaron la copa Guillermo Gellona, donada por el empresario italiano del mismo nombre. El encuentro principal finalizó con un triunfo para los itálicos por la cuenta mínima.
El primer encuentro oficial por el amateurismo se disputó el 11 de noviembre de 1923, en el contexto de la Sección Uruguay de la Copa Chile organizada por la Asociación de Football de Santiago. El encuentro finalizó 1:0 a favor de los hispanos, gracias a un autogol marcado por uno de los hermanos Fruttero.
El primer encuentro oficial por el profesionalismo entre ambos clubes se gestó el 20 de agosto de 1933, durante la cuarta fecha del Campeonato de la División de Honor de la Liga Profesional de Football de Santiago (actual Primera División). El encuentro finalizó 2:1 a favor de los hispanos. 
En 1948, los itálicos, al mando del entrenador Salvador Nocetti y de la mano de jugadores como Daniel Chirinos, Carlos Atlagich, y el goleador del torneo Juan Zárate (con 22 goles), lograron su tercer campeonato nacional, con 6 puntos de ventaja sobre los hispanos, quienes no lograron alcanzar a Audax Italiano, debiendo conformarse con el subcampeonato.
Sin embargo, en 1951 hispanos e itálicos nuevamente se vieron las caras en la lucha por un título. Ambos clubes finalizaron como punteros del torneo, con 36 puntos, lo que significó disputar un partido final para dirimir al campeón del torneo, el 13 de diciembre de ese año en el Estadio Nacional. 
En esa ocasión fueron los hispanos quienes, a cargo del entrenador español Isidro Lángara y liderados por jugadores como Hernán Fernández, Isaac Fernández, Valentín Beperet y Atilio Cremaschi, obtuvieron su segundo título, gracias a un gol de penal marcado por Mario Lorca.
Muchos jugadores han defendido los colores de ambos clubes, sin embargo, Américo Azares ha sido el único futbolista que ha sido campeón con ambos equipos: en 1948 defendiendo a los itálicos y en 1951 con los hispanos.

### Futbolistas que han jugado en ambos equipos
| Lista completa |
| --- |
| A - Jorge Aravena - Fernando Astengo B - Hugo Berly - George Biehl - Hugo Brizuela C - Ramiro Cortés D - Lucas Domínguez F - Rogelio Farías - Francisco Fernández Barja G - Rafael González Córdova J - Arturo Jáuregui Peña L - Mario Lucca N - Rubens Nicola O - Rafael Olarra P - Jorge Pellicer - Marcelo Peña R - Naín Rostión S - Diego Scotti V - Leopoldo Vallejos - Marco Villaseca Y - Guillermo Yávar Z - Marcelo Zunino |

### Entrenadores que han dirigido a los dos equipos
| Lista completa                                                                               |
| -------------------------------------------------------------------------------------------- |
| A - Luis Álamos - Orlando Aravena H - Roberto Hernández I - Néstor Isella P - Jorge Pellicer |

### Estadísticas

#### Historial general
Registro hasta el 18 de abril de 2025.
| Competición      | PJ  | Audax Italiano | Audax Italiano | PE | Unión Española | Unión Española |
| Competición      | PJ  | PG             | GF             | PE | PG             | GF             |
| ---------------- | --- | -------------- | -------------- | -- | -------------- | -------------- |
| Era amateur      | 9   | 2              | 21             | 2  | 5              | 25             |
| Primera División | 157 | 58             | 257            | 40 | 59             | 251            |
| Copa Chile       | 26  | 8              | 30             | 8  | 10             | 33             |
| Otros torneos    | 13  | 5              | 27             | 3  | 5              | 27             |
| Total            | 205 | 73             | 335            | 53 | 79             | 336            |

En total, en la serie de honor de la Primera División del fútbol profesional, se han enfrentado en 157 ocasiones, convirtiéndose en un enfrentamiento ampliamente tradicional en el país. Aunque ambos equipos han jugado en la segunda categoría del fútbol chileno, nunca han coincidido en la misma temporada. Además, estos dos clubes tampoco han coincidido en ninguna competencia internacional.

#### Títulos por década en la era profesional
| Década      | Audax Italiano | Unión Española |
| ----------- | -------------- | -------------- |
| 1933 - 1940 | 2              | 0              |
| 1941 - 1950 | 3              | 2              |
| 1951 - 1960 | 1              | 1              |
| 1961 - 1970 | 0              | 0              |
| 1971 - 1980 | 0              | 3              |
| 1981 - 1990 | 0              | 1              |
| 1991 - 2000 | 0              | 2              |
| 2001 - 2010 | 0              | 1              |
| 2011 - 2020 | 0              | 2              |
| 2021 - 2030 | 0              | 0              |

#### Enfrentamientos de eliminación directa
Unión Española y Audax Italiano han disputado 15 cruces de eliminación directa (23 partidos). Unión eliminó al Audax en 8 oportunidades, y los itálicos hicieron lo mismo en 7 ocasiones.
| #  | Torneo                               | Ronda                 | Local          | Resultado   | Visitante      |
| -- | ------------------------------------ | --------------------- | -------------- | ----------- | -------------- |
| 1  | Campeonato de Apertura 1932          | Semifinal             | Audax Italiano | 4-4         | Unión Española |
| 1  | Campeonato de Apertura 1932          | Semifinal             | Unión Española | 2-2         | Audax Italiano |
| 2  | Campeonato de Apertura 1933          | Semifinal             | Unión Española | 3-1         | Audax Italiano |
| 3  | Campeonato Nacional de Football 1936 | Cuartos de final      | Unión Española | 4-3         | Audax Italiano |
| 4  | Campeonato de Receso 1937            | Final                 | Audax Italiano | 4-0         | Unión Española |
| 5  | Campeonato de Apertura 1941          | Semifinal             | Audax Italiano | 3-2         | Unión Española |
| 6  | Campeonato de Apertura 1949          | Primera Fase          | Unión Española | 2-1         | Audax Italiano |
| 6  | Campeonato de Apertura 1949          | Primera Fase          | Audax Italiano | 3-3         | Unión Española |
| 7  | Primera División 1951                | Definición del Título | Audax Italiano | 0-1         | Unión Española |
| 8  | Copa Chile 1960                      | Cuartos de final      | Audax Italiano | 5-3         | Unión Española |
| 9  | Copa Chile 1981                      | Semifinal             | Audax Italiano | 2-1         | Unión Española |
| 10 | Copa República 1983                  | Octavos de final      | Audax Italiano | 0-0         | Unión Española |
| 10 | Copa República 1983                  | Octavos de final      | Unión Española | 0-2         | Audax Italiano |
| 11 | Liguilla Presudamericana 2004        | Cuartos de final      | Audax Italiano | 0-2         | Unión Española |
| 11 | Liguilla Presudamericana 2004        | Cuartos de final      | Unión Española | 3-0         | Audax Italiano |
| 12 | Liguilla Pre Libertadores 2010       | Final                 | Unión Española | 2-1         | Audax Italiano |
| 12 | Liguilla Pre Libertadores 2010       | Final                 | Audax Italiano | 1-1         | Unión Española |
| 13 | Copa Chile 2015                      | Cuartos de final      | Audax Italiano | 1-0         | Unión Española |
| 13 | Copa Chile 2015                      | Cuartos de final      | Unión Española | (4) 3-2 (2) | Audax Italiano |
| 14 | Copa Chile 2018                      | Octavos de final      | Audax Italiano | 2-0         | Unión Española |
| 14 | Copa Chile 2018                      | Octavos de final      | Unión Española | 0-1         | Audax Italiano |
| 15 | Copa Chile 2019                      | Cuartos de final      | Audax Italiano | 0-1         | Unión Española |
| 15 | Copa Chile 2019                      | Cuartos de final      | Unión Española | 2-1         | Audax Italiano |

#### Finales disputadas entre ambos
En la historia del clásico disputaron tres finales, con dos victorias para Unión y una para Audax.
| # | Torneo                         | Ronda                 | Local          | Resultado | Visitante      |
| - | ------------------------------ | --------------------- | -------------- | --------- | -------------- |
| 1 | Campeonato de Receso 1937      | Final                 | Audax Italiano | 4-0       | Unión Española |
| 2 | Primera División 1951          | Definición del Título | Audax Italiano | 0-1       | Unión Española |
| 3 | Liguilla Pre Libertadores 2010 | Final                 | Unión Española | 2-1       | Audax Italiano |
| 3 | Liguilla Pre Libertadores 2010 | Final                 | Audax Italiano | 1-1       | Unión Española |

## Unión Española contra Palestino
La rivalidad de Unión Española contra Palestino, al igual que con Audax Italiano, nace por ser clubes representantes de dos de las colonias extranjeras más importantes y numerosas del país. A pesar de que históricamente no ha existido una enemistad significativa entre ambas instituciones, puesto que el enfrentamiento no genera tanta atención entre los hinchas hispanos como el enfrentamiento contra Audax Italiano o contra Universidad Católica, en el último tiempo, mediante grandes disputas entre ambos, este duelo se ha convertido en una rivalidad importante dentro del fútbol chileno. Durante los años 70 los árabes empiezan a jugar los días martes en el Estadio Santa Laura, lo que significó que la gente comenzara a hablar de Los Martes de Palestino en Santa Laura. En julio de 1977, Palestino comenzó un invicto histórico que duró durante 44 partidos y que culminó el 10 de septiembre de 1978 en un partido justamente frente a Unión Española, donde los hispanos ganaron el encuentro por 2-1 en el Estadio Nacional. Mientras tanto, durante esa época, Unión Española gozaba de su etapa más exitosa, llegando incluso a la final de Copa Libertadores en 1975. Esto provocó, gracias al buen rendimiento de ambos equipos durante esas temporadas, que los partidos entre los clubes de colonias fueran motivo de atención y alta convocatoria de público local.
Dentro de los partidos disputados entre hispanos y árabes, se destaca la final de la Copa Chile de 1977, disputada el 9 de abril en el Estadio Nacional. Unión Española logró colocarse en ventaja en tres ocasiones, pero un gol marcado por Elías Figueroa a los 112' minutos terminó por darle a Palestino su segundo título. Varios futbolistas han pasado por ambos clubes, sin embargo, Raúl Cárcamo (en 1951 defendiendo a los hispanos y en 1955 los árabes) y Mario Varas (en 1973 defendiendo a los hispanos y en 1978 los árabes) han sido los únicos campeones con ambas instituciones.

### Estadísticas
Registro hasta el 27 de julio de 2025.
| Competición           | PJ  | Unión Española | Unión Española | PE | C.D Palestino | C.D Palestino |
| Competición           | PJ  | PG             | GF             | PE | PG            | GF            |
| --------------------- | --- | -------------- | -------------- | -- | ------------- | ------------- |
| Primera División      | 139 | 55             | 231            | 33 | 51            | 224           |
| Copa Chile            | 26  | 11             | 49             | 5  | 10            | 47            |
| Copa Libertadores     | 4   | 3              | 5              | 1  | 0             | 2             |
| Liguilla de Promoción | 1   | 1              | 3              | 0  | 0             | 2             |
| Total                 | 170 | 70             | 288            | 39 | 61            | 275           |

- Goles a favor de Palestino: 275
- Goles a favor de Unión Española: 288

Último partido
| 27 de julio de 2025, | Palestino | 1:0 | Unión Española | Estadio Municipal de La Cisterna, La Cisterna, Santiago |  |

## Audax Italiano contra Palestino
De los tres clásicos de colonias, el duelo entre itálicos y árabes es el más parejo estadísticamente. Destaca la final de la Copa Chile 2018 con triunfo árabe de 4-2 en el global. Tras el último duelo, disputado el 21 de enero de 2023, Audax aventaja en 1 partido a Palestino en el historial de Primera División

### Futbolistas que han jugado en ambos equipos
| Lista completa |
| --- |
| A B - Cristián Basaure C - Matías Campos López - Alejandro Carrasco - Bryan Carrasco - Roberto Cereceda D - Lucas Domínguez E F - Michael Fuentes G H I J K L M - Leonardo Monje N O P R S - Gonzalo Sosa T - Renato Tarifeño V - Carlos Villanueva |

### Estadísticas
Registro hasta el 27 de enero de 2024
| Competición      | PJ  | Audax Italiano | Empates | Palestino |
| ---------------- | --- | -------------- | ------- | --------- |
| Primera División | 119 | 42             | 35      | 42        |

- Goles a favor de Audax Italiano: 198
- Goles a favor de Palestino: 188

Último partido
| 27 de enero de 2025, | Palestino | 0:2 (0:1) | Audax Italiano                            | Estadio Municipal de La Cisterna, Santiago |  |
|                      |           |           | - Germán Guiffrey 17' - Esteban Matus 65' |                                            |  |

## Palmarés
La siguiente estadística incluye los torneos nacionales oficiales disputados por el primer equipo de los tres clubes respectivos. Se excluyen torneos amistosos.
| Club | Liga | Copas nacionales | Copas nacionales | Copas nacionales | Otros* | Total |
| Club | 1.ª  | CC               | SC               | CA               | Otros* | Total |
| --- | ---- | ---------------- | ---------------- | ---------------- | ------ | ----- |
| Unión Española                                                                                               | 7    | 2                | 1                | 1                | 1      | 12    |
| Audax Italiano                                                                                               | 4    | 0                | 0                | 1                | 1      | 6     |
| Palestino | 2    | 3                | 0                | 0                | 2      | 7     |
| * Incluye datos de la Copa de Invierno y el Campeonato Especial de Receso, dos torneos oficiales de la ANFP. |      |                  |                  |                  |        |       |